# Nagyszuha
Koordináták: é. sz. 48° 25′ 53″, k. h. 19° 51′ 38″48.431308°N 19.860578°ENagyszuha (szlovákul Veľká Sucha) Cserepes (Hrnčiarska Ves) településrésze, 1964-ig önálló község Szlovákiában, a Besztercebányai kerületben, a Poltári járásban.

## Fekvése
Rimaszombattól 17 km-re északnyugatra, Poltártól 6 km-re keletre, a Szuha bal partján fekszik. Egybeépült Cserepessel (Pondelok), egyike a Hrnčiarska Ves községet alkotó két kataszteri területnek. Területe 6,4131 km².

## Története
Területén a bronzkorban a pilinyi kultúra települése állt.
Nagyszuhát 1285-ben "Scuha" néven említik először. 1303-ban "Zuha" alakban szerepel. A későbbiekben a Jánoky és Jákóffy család birtoka volt. Plébániája már 1399-ben létezett, temploma Szent Miklós tiszteletére volt szentelve. A település híres volt vásárairól. 1828-ban 59 házában 420 lakos élt. Lakói mezőgazdaságból, fazekasságból éltek.
Vályi András szerint: „Nagy Szuha. Tót falu Hont Várm. földes Urai több Urak, lakosai katolikusok, fekszik a’ Szuhai, és Pongyeloki patakok között, dombos helyen, Pongyelok hegységgel öszvekaptsolva, határos Szeltzével, Jelenei pusztával, és Fazekas Zalusánnyal; három nyomásbéli határja fekete, és köér, egy darabját 12 esztendeig sem kell trágyázni, réttye kétszer kaszállható, és hasznos szénát terem, erdeje az ortások által elpusztúlt, legelője szűk; vagyon határjában mészköve, és savanyú vize is; lakosai többnyire Fazekasok, és leginkább e’ mesterséggel keresik élelmeket.”"
Gömör-Kishont vármegye monográfiája szerint: "Nagyszuha, a hasonnevű völgyben fekvő tót kisközség, körjegyzőségi székhely, 71 házzal és 429, nagyobbrészben róm. kath. vallású lakossal. Hajdan a vármegye nagyobb községei közé tartozott és előbb a Jánokyak, majd a Jákófyak voltak a földesurai, a kiknek itt a mai Hrad nevű dűlőn váruk vagy erődítvényük is volt. Azelőtt vásárjoggal is bírt a község és Sofranicza nevű dűlője is ennek az emlékét tartja fenn, mert e helyen rendesen a sáfrányosok ütötték fel sátraikat. Későbbi birtokosai a Kovács és a Jakab családok voltak. A lakosok nagyrésze cserépzsindely és fazékkészítéssel foglalkozik. A községhez tartozó Vapnó nevű kőfejtőhelyen, melynek egyik emelkedettebb pontján a 20. század emlékére kápolna épül, mammuthcsontokat találtak, melyek most a rimaszombati múzeumban vannak. A faluban savanyúvíz-forrás is van, melyet azonban csak a falubeliek használnak. A kath. templom 1815-ben épült, de tornyát csak 1851-ben fejezték be és 1898-ban a templomot díszesen kifestették. A község plébániája már 1397-ben fennállott. Ide tartoznak Alsó- és Felső-Koplaló puszták is. A községben van posta, távírója és vasúti állomása pedig Rimaszombat."
A trianoni békeszerződésig Gömör-Kishont vármegye Rimaszombati járásához tartozott.
1964-ben a szomszédos Cserepessel (Pondelok) egyesítették a szlovák Hrnčiarska Ves néven.

## Népessége
1910-ben 407, többségben szlovák lakosa volt.
1921-ben 381 lakosából 369 szlovák nemzetiségű volt, 362 pedig római katolikus vallású.

## Nevezetességei
- Szent Miklós tiszteletére szentelt, római katolikus temploma 1815-ben épült klasszicista stílusban. Tornya 1851-ben készült.

## Külső hivatkozások
- E-obce.sk Archiválva 2008. január 31-i dátummal a Wayback Machine-ben
- A község a Gömör-Kishonti régió honlapján
- Tourist-channel.sk